# Silvio Danailov
Silvio Danailov (in bulgaro Силвио Данаилов?; Sofia, 21 aprile 1971) è uno scacchista, imprenditore e dirigente sportivo bulgaro.

## Carriera
Dopo essere stato un buon giocatore di scacchi, arrivando al rango di Maestro Internazionale nel 1984, decise di dedicarsi alla carriera manageriale diventando l'agente di molti giocatori di primo piano, come Ivan Čeparinov e gli ex campioni del mondo Veselin Topalov e Ruslan Ponomarëv. È stato anche allenatore e manager della nazionale maschile bulgara dal 1993 al 2000.
È il presidente della federazione bulgara di scacchi dal 2011, ed è stato anche presidente della European Chess Union dal 2010 al 2014. Nello stesso periodo è stato anche membro del comitato esecutivo della FIDE.
Ha fondato la Kaissa Chess Management con cui organizza alcuni dei principali tornei del circuito scacchistico mondiale tra cui il torneo di Wijk aan Zee, il Torneo di Linares, il MTel Masters, il Torneo di Nanchino e il Torneo di Bilbao. È stato l'organizzatore anche del match Topalov - Kamskij per stabilire lo sfidante nel campionato mondiale e poi del match Anand - Topalov valido proprio per l'assegnazione del titolo.